# Swainsona colutoides
Swainsona colutoides är en ärtväxtart som beskrevs av Ferdinand von Mueller. Swainsona colutoides ingår i släktet Swainsona och familjen ärtväxter. Inga underarter finns listade i Catalogue of Life.